# Gmina Gagnef
Gmina Gagnef (szw. Gagnefs kommun) – gmina w Szwecji, w regionie Dalarna, siedzibą jej władz jest Djurås.
Pod względem zaludnienia Gagnef jest 215. gminą w Szwecji. Zamieszkuje ją 10 091 osób, z czego 49,13% to kobiety (4958) i 50,87% to mężczyźni (5133). W gminie zameldowanych jest 278 cudzoziemców. Na każdy kilometr kwadratowy przypada 13,09 mieszkańca. Pod względem wielkości gmina zajmuje 129. miejsce.